# The Bull Ring
The Bull Ring (auch Bullring) ist ein Class II Henge (englisch Henge-Monument genannt). Henges sind eine spezielle Art neolithischenr Erdwerke. 
Das aus Erde und Kalk erstellte Monument liegt zwischen Buxton und Chapel-en-le-Frith im Dorf Dove Holes im Peak-District-Nationalpark in Derbyshire in England. In den letzten Jahren hat es Anstrengungen zur Erhaltung der Henge gegeben. „The Bull Ring“ ist als National Monument No. 23282 registriert. Die Karten zeigen, dass der Bull Ring an der Kreuzung dreier Täler liegt. 
Der Bull Ring hat einen Wall mit einem Außendurchmesser von etwa 90,0 m (etwa die Größe von Arbor Low). Der Wall hat heute eine Breite von 9,0 bis 11,0 m und ist noch etwa einen Meter hoch. Vermutlich war er ursprünglich nur 6,0 bis 7,0 m breit, aber zwei Meter hoch. Der ursprünglich etwa 5–6 m breite und bis zu zwei Meter tiefe, innen liegende Graben ist heute 8,0 bis 12,0 m breit und 0,5–1,0 m tief. 
Der Wall wird im Norden und Süden von zwei neun Meter breiten Zugängen unterbrochen. Die zentrale Plattform bildet ein Nord-Süd orientiertes Oval von 53 × 46 m. Eine Aufzeichnung aus dem Jahre 1789 zeigt, dass damals ein einziger Menhir, als Rest des bei Henges üblichen Steinkreises, erhalten war. Es ist unklar, wie viele Steine hier einst standen und wann sie entfernt wurden. 
Im Südwesten des Erdwerks, in der Nähe der Kirchenmauer, liegt ein mehrstufiger Barrow. Möglicherweise handelt es sich bei ihm, ähnlich wie beim „Gib Hill“ in der Nähe von Arbor Low, um einen ovalen oder rechteckigen neolithischen Long Barrow, der bronzezeitlich von einem Rundbarrow überbaut wurde. 